# گزارش یک جشن و مهمانانش
گزارش یک جشن و مهمانانش (چکی: O slavnosti a hostech; انگلیسی: A Report on the Party and the Guests) یک فیلم درام چکی در گونهٔ طنز سیاسی به کارگردانی یان نیمتس است که سال ۱۹۶۶ اکران شد. فیلم حکایتی تمثیلی دربارهٔ رژیم‌های تمامیت‌خواه است.